# Island Games

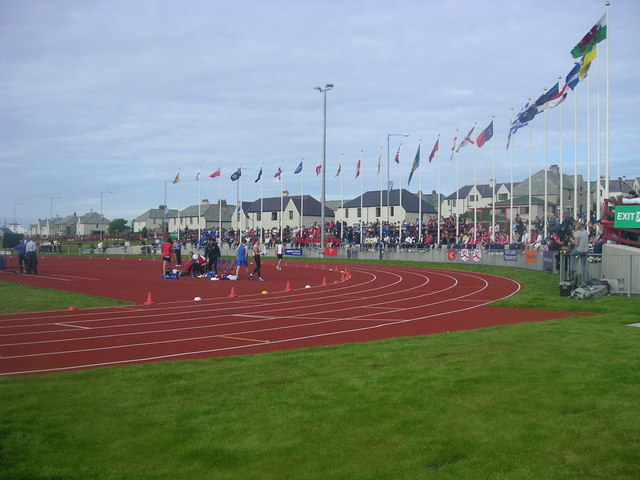
Island Games auf den Shetlandinseln 2005

Die Island Games sind ein alle zwei Jahre von der International Island Games Association (IIGA) ausgetragener Sportwettbewerb zwischen autonomen Inseln bzw. Inselgruppen. Die teilnehmenden Territorien messen sich in den unterschiedlichsten Sportarten. Unabhängige Inselstaaten werden für diese Veranstaltung seit 1999 nicht mehr zugelassen, da das dem Sinn der Veranstaltung nicht entsprechen würde.

## Geschichte
Die IIGA und somit die Island Games wurden 1985 auf der Isle of Man, Großbritannien, gegründet. Aufgrund eines Sponsorings der National Westminster Bank lautet der vollständige Name der Spiele seit 1999 NatWest Island Games. 

## Mitglieder/Teilnehmer
Folgende Mitglieder nahmen bisher daran teil (in Klammern Jahr der ersten bzw. letzten Teilnahme):
| - Åland (1985) - Alderney (1987) - Äußere Hebriden (2005) - Bermuda (2003) - Cayman Islands (1999) - Falklandinseln (1993) - Färöer (1985) - Frøya (1985) | - Gibraltar (1987) - Gotland (1985) - Gozo (2022) - Grönland (1989) - Guernsey (1985) - Hitra (1985) - Isle of Man (1985) - Isle of Wight (1985) | - Jersey (1985) - Menorca (2007) - Orkney (1985) - Saaremaa (1991) - Sark (1987) - Shetlandinseln (1985) - St. Helena (1985) - Ynys Môn (Anglesey) (1985) |

### Ehemalige
- Island (1985–1997)
- Malta (1985–1987)
- Prince Edward Island (1991–2007)[2]
- Rhodos (1999–2015)

### Besonderheiten
Gibraltar ist als Halbinsel der einzige Teilnehmer mit einer direkten Verbindung zum Festland (Spanien). Anglesey, Hitra sowie Prince Edward Island sind durch Brücken oder Tunnel mit ihrem jeweiligen Hauptland verbunden. Grönland ist vor Island und den Falklandinseln die mit Abstand größte aller Inseln, Sark nach Alderney und Gibraltar die kleinste. Malta war vor Island der Teilnehmer mit den meisten Einwohnern, aktuell ist dies die Isle of Wight. Die wenigsten Einwohner besitzt nach den Falklandinseln und Alderney ebenfalls Sark.

## Austragungen
Nachfolgend eine Übersicht über die bisherigen Spiele:
| Jahr | Gastgeber      | Sportarten | Teilnehmende Inseln | Teilnehmende Athleten | Sieger nach Medaillenspiegel (Gold/Silber/Bronze = Gesamt) |
| ---- | -------------- | ---------- | ------------------- | --------------------- | ---------------------------------------------------------- |
| 1985 | Isle of Man    | 07         | 15                  | 700                   | Isle of Man                                                |
| 1987 | Guernsey       | 09         | 18                  | 1049                  | Isle of Man                                                |
| 1989 | Färöer         | 11         | 15                  | 800                   | Isle of Man                                                |
| 1991 | Åland          | 13         | 17                  | 1500                  | Åland                                                      |
| 1993 | Isle of Wight  | 14         | 19                  | 1448                  | Jersey                                                     |
| 1995 | Gibraltar      | 14         | 18                  | 1214                  | Jersey                                                     |
| 1997 | Jersey         | 14         | 20                  | 2000                  | Jersey                                                     |
| 1999 | Gotland        | 14         | 22                  | 1858                  | Gotland                                                    |
| 2001 | Isle of Man    | 15         | 22                  | 2020                  | Jersey                                                     |
| 2003 | Guernsey       | 16 1       | 23                  | 2129                  | Guernsey                                                   |
| 2005 | Shetlandinseln | 15         | 24                  | 1658                  | Guernsey                                                   |
| 2007 | Rhodos         | 15 1       | 25                  | 2343                  | Jersey                                                     |
| 2009 | Åland          | 15 1       | 24                  | 2286                  | Färöer                                                     |
| 2011 | Isle of Wight  | 15 1       | 24                  | 2311                  | Guernsey                                                   |
| 2013 | Bermuda        | 15         | 22                  | 1127                  | Isle of Man                                                |
| 2015 | Jersey         | 14         | 24                  | > 4000                | Jersey (50/54/29 = 133)                                    |
| 2017 | Gotland        | 14         | 24                  | >3000                 | Isle of Man (39/36/26 = 101)                               |
| 2019 | Gibraltar      | 14         | 24                  | 2000                  | Jersey (33/31/29 = 93)                                     |
| 2023 | Guernsey 2     | 14         | 24                  | 2194                  | Guernsey (54/49/42 = 145)                                  |
| 2025 | Orkney         | 12         | 24                  | >2000                 | Färöer (41/31/23 = 95)                                     |
| 2027 | Ynys Môn       |            |                     |                       |                                                            |
| 2029 | Isle of Man    |            |                     |                       |                                                            |

## Sportarten
Der Gastgeber muss 12 bis 14 Disziplinen aus der folgenden Liste auswählen:
| - Badminton (Details) - Basketball - Bogenschießen - Bowls/Bowling - Fußball (Details) - Golf - Judo - Leichtathletik - Motorsport - Radsport | - Schießen - Schwimmsport - Segeln/Windsurfen - Squash - Tennis - Tischtennis - Triathlon - Turnen - Volleyball |

## Ewiger Medaillenspiegel
In der folgenden Auflistung sind alle Medaillen inklusive der Spiele von 2025 enthalten.
| Insel                                      | Gold | Silber | Bronze | Gesamt |
| ------------------------------------------ | ---- | ------ | ------ | ------ |
| Jersey                                     | 664  | 660    | 581    | 1895   |
| Guernsey                                   | 556  | 568    | 554    | 1678   |
| Isle of Man                                | 549  | 522    | 495    | 1566   |
| Färöer                                     | 310  | 286    | 324    | 920    |
| Gotland                                    | 337  | 248    | 253    | 838    |
| Isle of Wight                              | 209  | 211    | 227    | 647    |
| Åland                                      | 193  | 207    | 197    | 597    |
| Saaremaa                                   | 129  | 130    | 105    | 364    |
| Bermuda                                    | 109  | 117    | 120    | 346    |
| Cayman Islands                             | 149  | 114    | 105    | 368    |
| Gibraltar                                  | 80   | 90     | 123    | 293    |
| Shetlandinseln                             | 63   | 92     | 120    | 275    |
| Menorca                                    | 52   | 61     | 75     | 199    |
| Rhodos                                     | 53   | 52     | 45     | 150    |
| Anglesey/Ynys Môn                          | 45   | 47     | 58     | 150    |
| Orkney                                     | 34   | 52     | 53     | 139    |
| Island 1                                   | 50   | 45     | 42     | 137    |
| Grönland                                   | 25   | 33     | 41     | 99     |
| Äußere Hebriden                            | 34   | 27     | 31     | 92     |
| Falklandinseln                             | 3    | 13     | 15     | 31     |
| Hitra                                      | 4    | 10     | 15     | 29     |
| Sark                                       | 3    | 17     | 7      | 27     |
| Prince Edward Island                       | 6    | 6      | 9      | 21     |
| St. Helena, Ascension und Tristan da Cunha | 3    | 3      | 5      | 11     |
| Malta 1                                    | 6    | 2      | 2      | 10     |
| Gozo                                       | 1    | 4      | 2      | 7      |
| Alderney                                   | 0    | 2      | 3      | 5      |
| Frøya                                      | 1    | 1      | 2      | 4      |

## Galerie
Färöische Briefmarken zu den Island Games 1989.

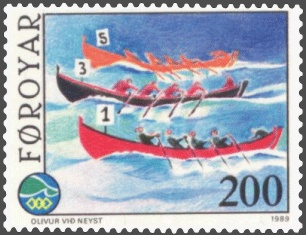
Rudern
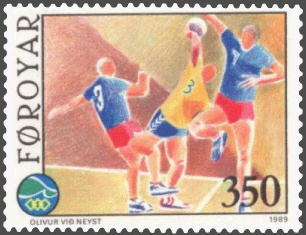
Handball
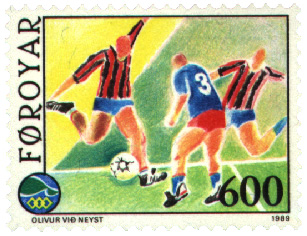
Fußball
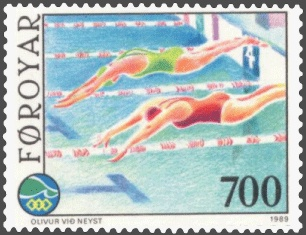
Schwimmen